# Castelnuovo Belbo
Castelnuovo Belbo là một đô thị ở tỉnh Asti vùng Piedmont thuộc Ý, có vị trí cách khoảng 60 km về phía đông nam của Torino và khoảng 20 km về phía đông nam của Asti. Tại thời điểm ngày 31 tháng 12 năm 2004, đô thị này có dân số 931 người và diện tích là 9,4 km².
Castelnuovo Belbo giáp các đô thị: Bergamasco, Bruno, Incisa Scapaccino, Mombaruzzo và Nizza Monferrato.